# Desa Citamiang (administrativ by i Indonesien, lat -6,69, long 107,34)
Desa Citamiang är en administrativ by i Indonesien.   Den ligger i provinsen Jawa Barat, i den västra delen av landet, 80 km sydost om huvudstaden Jakarta. Desa Citamiang ligger vid sjön Waduk Cirata.